# Nanom
Nanom är en ort i Burkina Faso.   Den ligger i regionen Plateau-Central, i den centrala delen av landet, 90 km öster om huvudstaden Ouagadougou. Nanom ligger 270 meter över havet och antalet invånare är 533.
Terrängen runt Nanom är platt. Närmaste större samhälle är Zorgho, 19,9 km nordost om Nanom.
Omgivningarna runt Nanom är en mosaik av jordbruksmark och naturlig växtlighet. Runt Nanom är det ganska tätbefolkat, med 78 invånare per kvadratkilometer.